# Śląskie Smaki

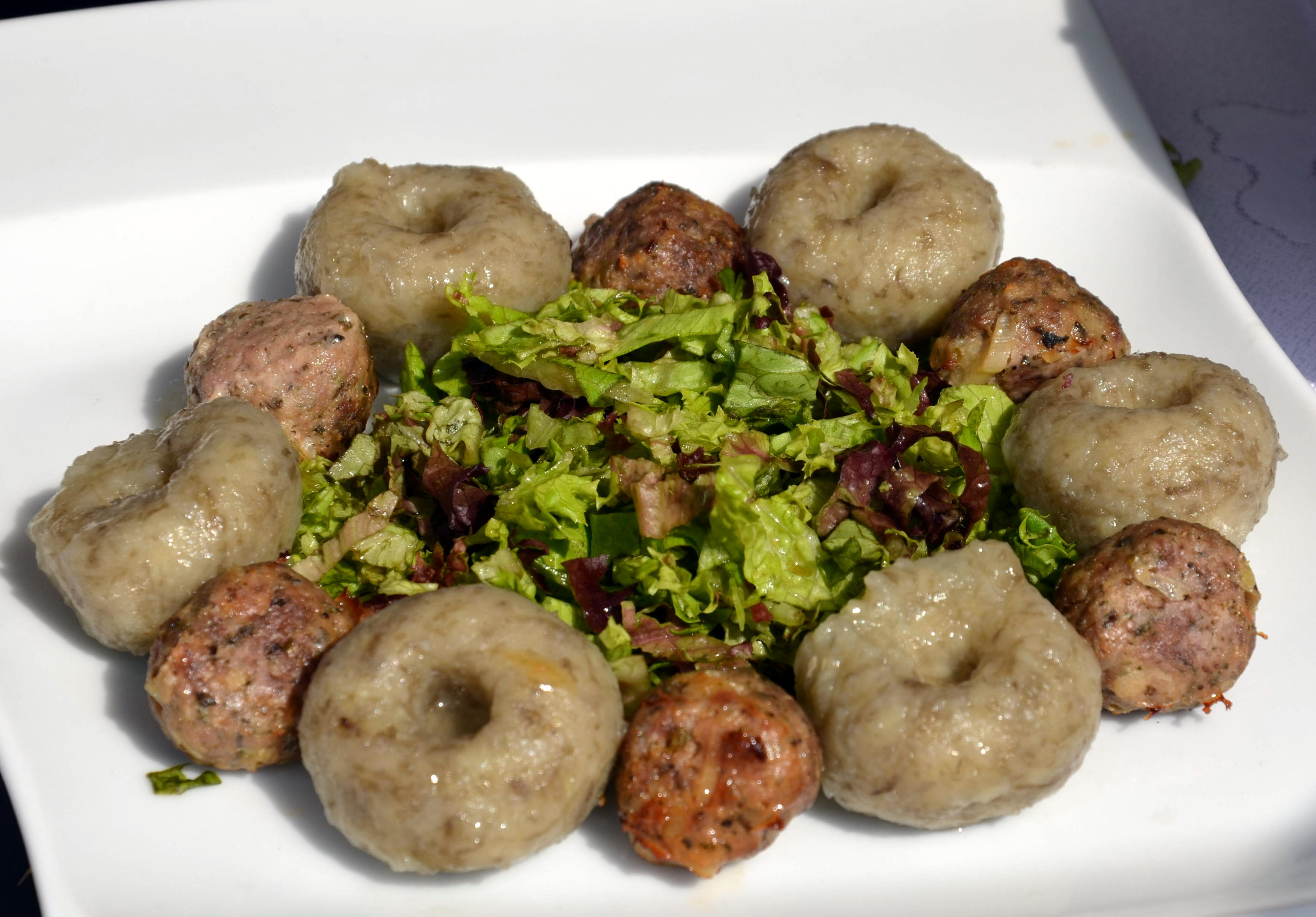
Kluski śląskie (z dziurką)

Śląskie Smaki – turystyczny szlak kulinarny przebiegający przez teren województwa śląskiego.
Produkt turystyczny został stworzony w 2012 celem promocji kuchni śląskiej, a także jurajskiej, zagłębiowskiej i beskidzkiej. W programie biorą udział restauracje i browary, których oferta, przynajmniej w części, oparta jest na daniach regionalnych, tradycyjnych recepturach i naturalnych składnikach. Duża część z nich znajduje się na Liście Produktów Tradycyjnych Ministerstwa Rolnictwa i Rozwoju Wsi. W 2016 na trasie szlaku znajdowało się 31 obiektów serwujących 170 potraw opartych na lokalnych składnikach (w 2015 lokali było 32).